# كرسترسية أفرعية
كرسترسية أفرعية (الاسم العلمي: Kerstersia gyiorum) هي نوع من البكتيريا، سلبية الغرام، تتبع الكرسترسيات.